# Manta (Piemont)
Manta (auf Piemontesisch La Manta) ist eine Gemeinde in der Provinz Cuneo (CN) in der italienischen Region Piemont.

## Lage und Einwohner
Manta liegt 30 km nördlich von der Provinzhauptstadt Cuneo, 65 km südlich von Turin und 4 km südlich von Saluzzo am Rande der Cottischen Alpen am Ausgang des Valle Varaita.  Die fast 12 km² große Gemeinde hat 3777 Einwohner (Stand 31. Dezember 2023). Sie ist über die Staatsstraße SS 589 dei Laghi di Avigliana, die sich entlang des Alpenrandes zieht, an das Fernstraßennetz angeschlossen.
Die Nachbargemeinden sind Lagnasco, Pagno, Saluzzo und Verzuolo.

## Geschichte

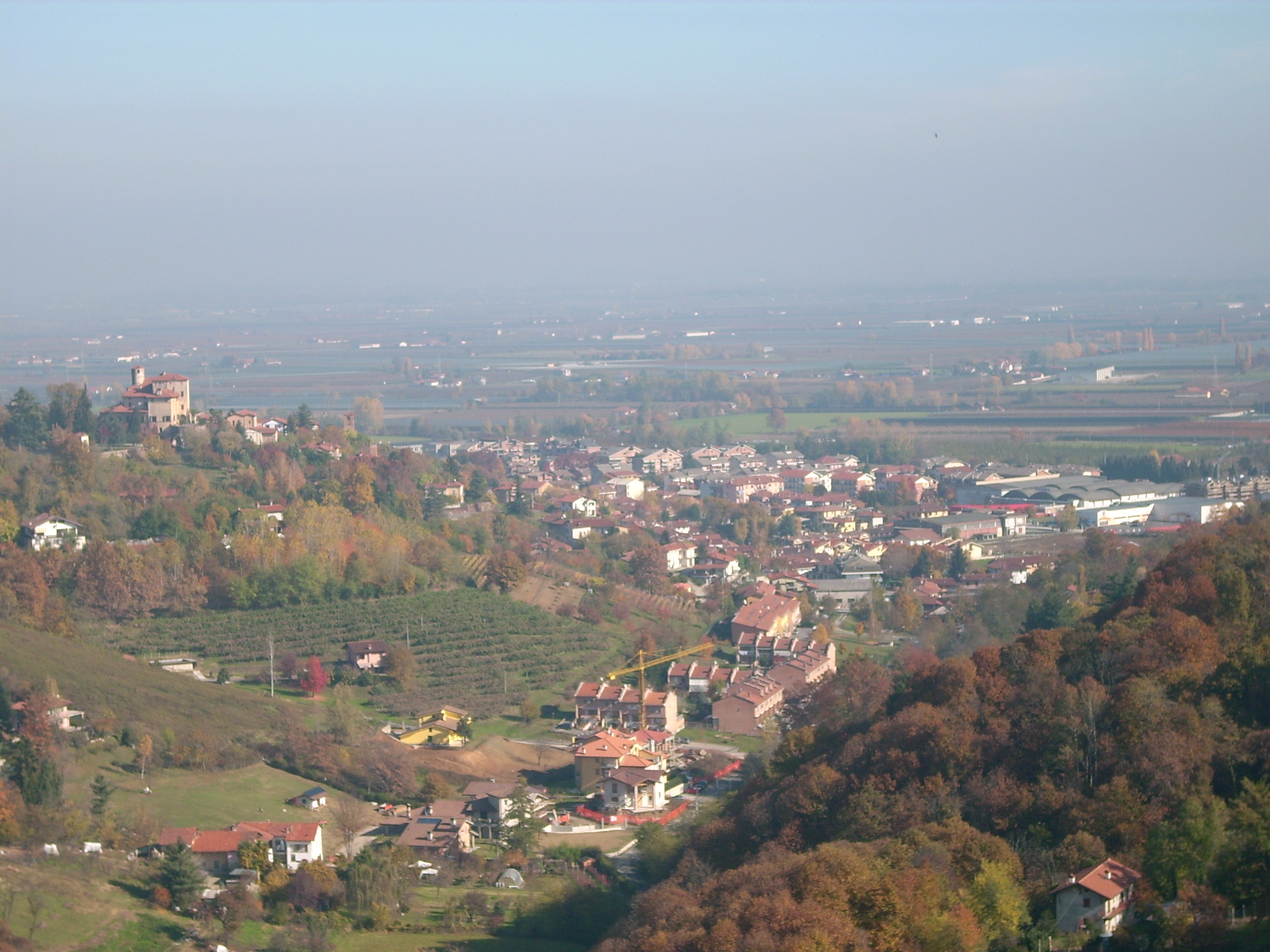
Panorama

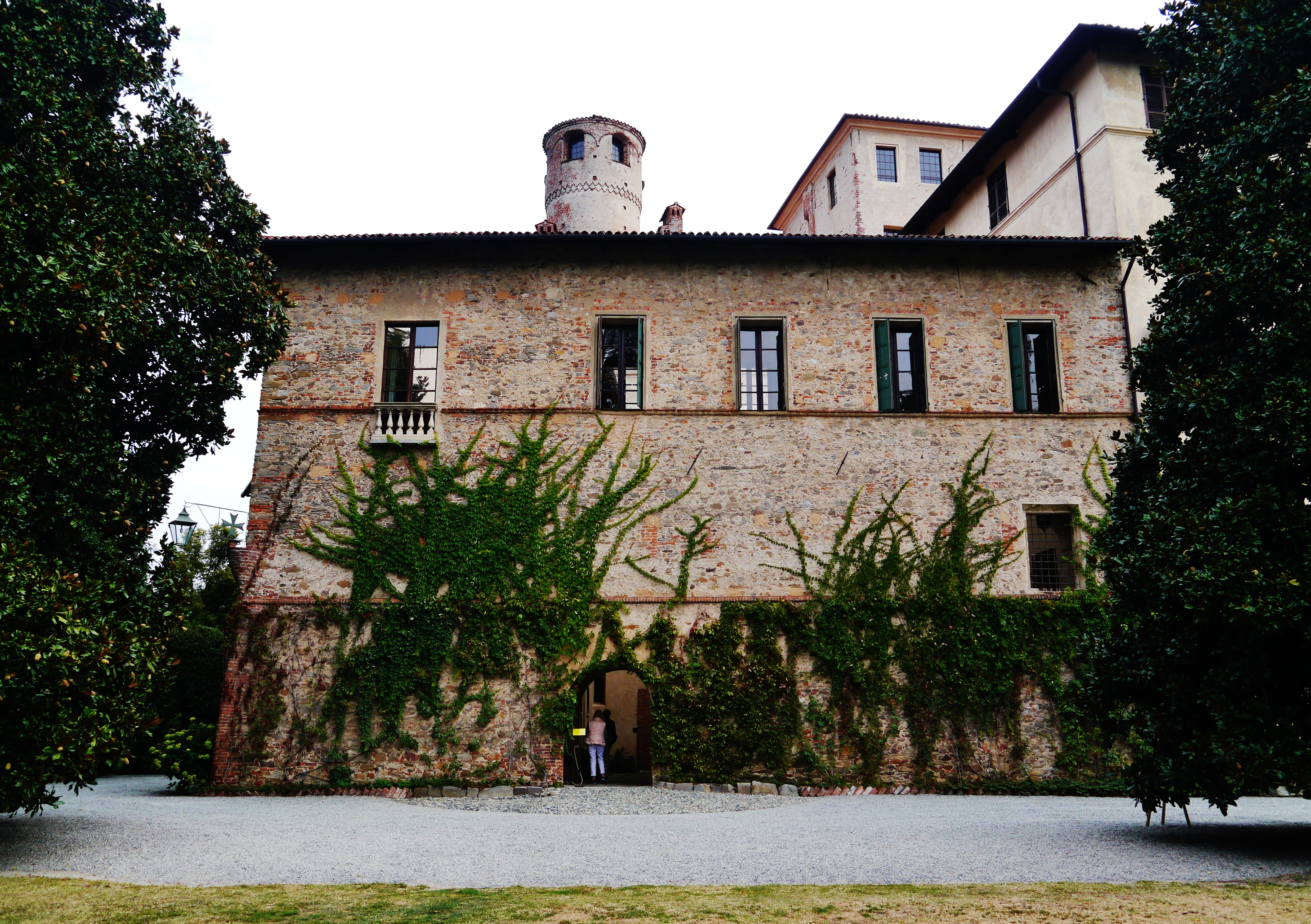
Castello della Manta

Im 10. Jahrhundert gründeten Benediktiner ein Kloster, von dem heute noch die Kirche Santa Maria del Monastero erhalten ist. Um das Kloster entwickelte sich das Dorf.
1175 wurde Manta Lehen der Markgrafschaft Saluzzo. Markgraf Tommaso I. baute auf den Fundamenten einer älteren Festung eine Burg. Tommaso III. vererbte diese 1416 an seinen illegitimen Sohn Valerano, der sie zu seiner repräsentativen Residenz ausbaute und das Lehen bis zur Französischen Revolution behielt. 1548 kam Manta zu Frankreich und 1601 zu Savoyen.
Manta liegt seit 1892 an der Bahnstrecke Savigliano–Saluzzo–Cuneo, Der Personenverkehr wurde aber 2012 eingestellt.

## Sehenswürdigkeiten
- Die Burg von Manta (Castello della Manta) ist vor allem wegen ihrer gotischen Fresken berühmt.
- Die Pfarrkirche Santa Maria degli Angeli, in deren Inneren sich ein Taufbecken aus dem Jahr 1450 und ein Freskenzyklus mit Szenen aus der Passion Christi befinden.
- Die Kirche Santa Maria di Monastero, die ursprünglich zum Besitz des Klosters Pedona gehörte.
- Die Pfarrkirche im Zentrum des Dorfes, in deren Inneren sich ein wertvoller Hochaltar aus verziertem Marmor befindet.
- Die Kirche San Leone, antiken Ursprungs, auf einem kleinen Hügel gelegen.

## Politik
Paolo Vulcano (Bürgerliste) wurde im Juni 2019 zum Bürgermeister gewählt.